# Citová výchova
Citová výchova (někdy také emocionální výchova) je jednou ze základních složek výchovy. Nelze ji však chápat jako samostatnou složku rovnocennou složkám mravní, tělesné, estetické, rozumové a pracovní výchovy dle tradičního pojetí, jelikož se objevuje v určité míře ve všech těchto složkách. Výchova ovlivňuje ovládání citů a emocí, jejich projevy, ale také rozvíjí citovou sféru. Jde zejména o formování citové sféry, ale také o synergii působení citů a jejich využití vedoucí ke zvýšení efektivity výchovy. Využití emocionální sféry ve výchově je velice důležité, jelikož tato citová sféra je součástí samotné osobnosti a váže se na obecnou stránku výchovy jako takové.

## Sociální chování
Sociální chování je reakce na dané normy společnosti a jejího způsobu života za určitých ekonomických a sociálních podmínek. Základem sociálního chování jsou emocionální postoje, kdy jde o přijetí stanoviska prostřednictvím citového impulsu. Při přijímání skutečnosti člověk vyhodnocuje, který postoj z obou polarit (emociálně kladné či záporné zaměření) zaujme a jaká bude jeho intenzita a kde bude hranice mezi těmito póly.

### Pozitivní sociální chování
Reakce na normy společenského způsobu života, které prospívá společnosti a odpovídá požadovaným normám, ale i jednotlivci a jeho potřebám.

## Emoční inteligence
Emoční inteligenci lze vysvětlit jako souhrn dovedností, znalostí a postojů v citové (emocionální) oblasti, pojednává tedy o postojích a hodnotách člověka, které se vážou na celou společnost. Často je nazývána jako sociálně emocionální kompetence.
Do kompetencí emoční inteligence lze zařadit například:
- porozumění a řešení vztahových situací
- porozumění emocí
- vyhodnocení vhodného řešení etických situací
- schopnost regulovat emoce

Sociálně-emocionální kompetence, často označované jako SEL – Social and Emotional Learning, se týkají morálního jednání, vztahových a sociálních dovedností a vědomí, seberegulace a sebeuvědomování. SEL je při výchově vhodný zejména díky tomu, že podporuje prosociální chování, snižuje závislosti a chování v rozporu se společenskými normami, dále má pozitivní vliv například u dětí na školní prospěch a dokonce i na duševní zdraví.

### Sociálně emocionální učení
Je proces, při kterém si člověk osvojuje využívání svých dovedností, postojů a znalostí, aby dosáhl ovládáním vlastních emocí, chápání emocí druhých, empatie a prováděl eticky přijatelná rozhodnutí.
Sociálně emocionální učení podle CASEL (Collaborative for Academic, Social and Emotional Learning)
- Emoce - jejich vyjadřování, vnímání, podpora, porozumění, analýza, regulace
- Zapojení emočního poznání
- Intelektový růst
- Sebeuvědomování
- Sebeřízení
- Vztahové dovednosti
- Sociální cítění
- Zodpovědné jednání[2][3]

## Programy podporující citovou výchovu a emoční inteligenci
- Začít spolu
- Druhý krok
- Pohádková školička
- Já v kolektivu
- Integrovaná tematická výuka
- Montessori
- Program podpory zdraví ve škole[3]